# Kacper Rusiecki
Kacper Rusiecki herbu Radwan – pisarz ziemski warszawski w 1625 roku.
Poseł na sejm nadzwyczajny 1626 roku z ziemi warszawskiej. Wyznaczony w 1629 roku poborcą podatków z  ziemi warszawskiej. Był elektorem Władysława IV Wazy z ziemi warszawskiej w 1632 roku, podpisał jego pacta conventa.